# Christoph M. Ohrt
Christoph Marius Ohrt (ur. 30 marca 1960 w Hamburgu) – niemiecki aktor filmowy i telewizyjny.

## Życiorys

### Wczesne lata
Urodził się w Hamburgu jako syn żeglarza handlowego. W latach 1977-79 uczęszczał do Gymnasium Eppendorf. Uczył się aktorstwa Hamburgu pod kierunkiem Hedi Höpfner. W latach 1979-83 naukę kontynuował w Center for the Acting Process w Nowym Jorku. Dorabiał w legendarnym Studio 54.

### Kariera
Już jako 16-latek wystąpił w Hamburgu w operze Leoša Janáčka Przygody lisiczki Chytruski. W 1980 debiutował na szklanym ekranie w dramacie telewizyjnym WDR Świat w lecie (Die Welt in jenem Sommer). W serialu ARD Tatort (1984) pojawił się jako asystent, a w serialu ARD Na osi (Auf Achse, 1987) jako Sigi. Prawdziwym przełomem w jego karierze okazał się udział w komediach Po moim trupie (Nur über meine Leiche, 1995), Tylko miłość (Nur aus Liebe, 1996) i Prawdziwi faceci (Echte Kerle, 1996). Popularność i Nagrodę Telewizji Niemieckiej jako "Najlepszy aktor serialu" przyniosła mu także postać inteligentnego prawnika Felixa Edela w serialu Sat.1 Edel i Starck (Edel & Starck, 2002–2005). W serialu akcji Sat.1 Helicops (HeliCops – Einsatz über Berlin, 1998–2000) grał pilota Karla „Charly’ego” Schumanna. Wystąpił potem w roli polityka Johannesa Wallera w serialu Sat.1 Samotny wśród rolników (Allein unter Bauern, 2007).

## Życie prywatne
W latach 2002–2012 był żonaty ze Stevee DeNike, z którą ma córkę Lilly i syna Spencera. W latach 2012–2020 był związany z aktorką Daną Golombek.

## Filmografia

### Filmy fabularne
- 1980: Świat w lecie (Die Welt in jenem Sommer, TV) jako Dorn
- 1983: Dingo (TV)
- 1994: Chłopiec do bicia (The Whipping Boy) jako ambasador
- 1994: Jakub (Jacob, TV) jako Be'or
- 1995: Po moim trupie (Nur über meine Leiche) jako Fred Wischnewski
- 1996: Prawdziwi faceci (Echte Kerle) jako Christoph Schwenk
- 1996: Niebezpieczny posag (Nur aus Liebe) jako Andi
- 2008: Braciszek i siostrzyczka (Brüderchen und Schwesterchen, TV) jako ojciec
- 2014: Motywacja (Reach Me) jako Tommy

### Seriale TV
- 1984: Tatort jako kriminalny asystent Klose
- 1992: Nieśmiertelny (Highlander: The Series) jako Walter Reinhardt
- 1992: Tatort jako Markus Joest
- 1993: Eden jako Ian
- 1994: Faust jako Veltrup
- 1997: Tatort jako Cornelius Reusch
- 1998−2000: HeliCops – Einsatz über Berlin jako Karl 'Charly' von Schumann
- 2002–2005: Edel i Starck (Edel & Starck) jako Felix Edel
- 2007: Stolberg jako Manfred Herwig
- 2007: Die ProSieben Märchenstunde jako król
- 2013: Tatort jako Konrad Bauser
- 2014: Kobra – oddział specjalny jako Gregor Brecht